# اس‌اس نایلسی میدو
اس‌اس نایلسی میدو (به انگلیسی: SS Nailsea Meadow) یک زیردریایی بود. این زیردریایی در سال ۱۹۳۶ ساخته شد.